# Suharto
Suharto, starým pravopisem Soeharto (8. června 1921, Kemusuk, Yogyakarta – 27. ledna 2008, Jakarta, Indonésie), byl indonéský vojenský a politický vůdce. V Indonéské národní revoluci sloužil jako vojenský důstojník, ale lépe je znám jako dlouhovládnoucí 2. prezident Indonésie. Suharto měl jako velitel ozbrojených sil podíl na indonéském masakru v letech 1965–1966, který si vyžádal 500 000 až milion obětí.

## Prezident
Suharto se chopil moci po svém předchůdci, prvním prezidentovi Indonésie Sukarnovi. Úřad držel poměrně dlouhou dobu – od roku 1967 do roku 1998 – období, které nazýval „novým řádem“ (na rozdíl od tzv. „starého řádu“ prezidenta Sukarna).
Jeho vláda nepatřila mezi nejpříznivější vůči obyvatelům země – přestože Indonésie zaznamenala ekonomický rozvoj, postupně se rozmáhající státní aparát dával větší přednost velkým (zahraničním) korporacím, jejichž zájmy stály před potřebami občanů. Jeho vláda se v mnohém blížila autoritářskému, vojensky ovládanému režimu, s ubývajícím prostorem pro účast občanů při podílení se na směřování země, stejně jako politické debaty a disentu, který byl systematicky potlačován.
Odhaduje se, že Suharto během své vlády zpronevěřil 15 až 35 miliard dolarů.
Mezi „stinné stránky“ jeho vlády patří útok, podporovaný USA a Austrálií, na Východní Timor (území, které si Indonésie neměla právo nárokovat, přesto jej v roce 1976 označila za svou 27. provincii) a způsobení mnohaletého utrpení Východních Timořanů, které mezi lety 1975 a 1978 dorostlo do rozměrů genocidy – indonéská armáda při invazi neuznávala základní lidská práva obyvatel okupovaného území, které po prvotním úderu zkolabovalo hospodářsky a rozšířily se po něm hladomory. Během indonéské okupace zemřelo přes 200 000 obyvatel Východního Timoru.
Suharto byl svržen během asijské finanční krize na konci 90. let.

## Vyznamenání

### Indonéská vyznamenání[3]
- Řád hvězdy Indonéské republiky
- Řád hvězdy Mahaputera I. třídy

### Zahraniční vyznamenání
- Itálie
  -  velkokříž s řetězem Řádu zásluh o Italskou republiku, 23. listopadu 1972[4][5]
- Španělsko
  -  velkokříž s řetězem Řádu Isabely Katolické, 23. října 1980[6][5]
- Jižní Afrika
  -  velkokříž Řádu dobré naděje, 1997[7][5]
- Egypt
  -  velkostuha Řádu Nilu[5]
- Spojené království
  -  čestný rytíř velkokříže Řádu britského impéria[5]
- Rumunsko
  -  velkokříž s řetězem Řádu rumunské hvězdy[5]
- Thajsko
  -  Řád Rajamitrabhorn, 1970[5]
- Jižní Korea
  -  Velký řád Mugunghwa[8][5]